# Dendranthema grandiflorum
Dendranthema grandiflorum là một loài thực vật có hoa trong họ Cúc. Loài này được (Ramat.) Kitam. mô tả khoa học đầu tiên năm 1978.